# Erythropitta
Erythropitta – rodzaj ptaków z rodziny kurtaczków (Pittidae).

## Zasięg występowania
Rodzaj obejmuje gatunki występujące w Azji Południowo-Wschodniej, Melanezji i północno-wschodniej Australii.

## Morfologia
Długość ciała 15–23 cm; masa ciała 46–116 g.

## Systematyka
Rodzaj zdefiniował w 1854 roku francuski zoolog Karol Lucjan Bonaparte w artykule poświęconym systematyce ptaków, opublikowanym w czasopiśmie „Ateneo Italiano”. Bonaparte wymienił kilka gatunków – Pitta macklotii Temminck, 1834, Pitta celebensis S. Müller & Schlegel, 1845, Pitta erythrogaster Temminck, 1823, Pitta venusta S. Müller, 1836 i Pitta granatina Temminck, 1830 – z których gatunkiem typowym jest (późniejsze oznaczenie) Pitta macklotii Temminck, 1834 (kurtaczek ciemnolicy).

### Etymologia
- Erythropitta: gr. ερυθρος eruthros ‘czerwony’; rodzaj Pitta Vieillot, 1816 (kurtaczek)[8].
- Phoeniocichla: gr. φοινιος phoinios ‘krwistoczerwony, poplamiony krwią, krwisty’, od φονος phonos ‘morderstwo’, od θεινω theinō ‘uderzyć’; κιχλη kikhlē ‘drozd’[9]. Gatunek typowy (oznaczenie monotypowe): Pitta granatina Temminck, 1830.
- Purpureipitta: łac. purpureus ‘purpurowego koloru’, od purpura ‘purpurowy’, od gr. πορφυρα porphura ‘purpurowy’; rodzaj Pitta Vieillot, 1816 (kurtaczek)[10]. Gatunek typowy (oznaczenie monotypowe): Pitta venusta S. Müller, 1836.
- Monilipitta: łac. monile, monilis ‘naszyjnik, kołnierz’; rodzaj Pitta Vieillot, 1816 (kurtaczek)[11]. Gatunek typowy (oznaczenie monotypowe): Pitta (Phoenicocichla) arquata Gould, 1871.

### Podział systematyczny
Do rodzaju należą następujące gatunki:
- Erythropitta kochi (Brüggemann, 1876) – kurtaczek wąsaty
- Erythropitta rubrinucha (Wallace, 1862) – kurtaczek czerwonokarkowy
- Erythropitta rufiventris (F. Heine Sr., 1860) – kurtaczek molucki
- Erythropitta meeki (Rothschild, 1898) – kurtaczek czarnowstęgi
- Erythropitta habenichti (Finsch, 1912) – kurtaczek nizinny
- Erythropitta macklotii (Temminck, 1834) – kurtaczek ciemnolicy
- Erythropitta novaehibernicae (E.P. Ramsay, 1878) – kurtaczek archipelagowy
- Erythropitta dohertyi (Rothschild, 1898) – kurtaczek sulański
- Erythropitta celebensis (S. Müller & Schlegel, 1845) – kurtaczek celebeski
- Erythropitta erythrogaster (Temminck, 1823) – kurtaczek czerwonobrzuchy
- Erythropitta arquata (Gould, 1871) – kurtaczek modropręgi
- Erythropitta venusta (S. Müller, 1836) – kurtaczek czarnogłowy
- Erythropitta granatina (Temminck, 1830) – kurtaczek granatowy
- Erythropitta ussheri (Gould, 1877) – kurtaczek mały